# Bandiera destra di Alxa
La bandiera destra di Alxa (阿拉善右旗S, Ālāshàn Yòu QíP) è una bandiera della Cina, situata nella regione autonoma della Mongolia Interna e amministrata dalla lega dell'Alxa.